# ラブレター (1981年の映画)
『ラブレター』は、1981年公開の日本映画。東陽一監督、関根恵子（現・高橋惠子）、中村嘉葎雄主演。にっかつロマンポルノ10周年記念エロス大作。カラー / ワイド / 83分。
詩人・金子光晴と34歳年下の女性の、30年にも及んだ愛人生活に取材した江森陽弘のノンフィクション作品『金子光晴のラブレター』が原作。ロマンポルノの枠を超えた異色の豪華キャストと成人映画色を抑えた宣伝のおかげで、女性客が上映館に足を運ぶ異例のヒットとなり、にっかつロマンポルノ史上最高の興行収入を上げた。封切時の併映は、『モア・セクシー 獣のようにもう一度』（加藤彰監督、畑中葉子主演）。
タイトルのラブレターは、手紙ではない。

## スタッフ
- 監督 - 東陽一
- 製作 - 前田勝弘
- 企画 - 佐々木志郎
- 原作 - 江森陽弘
- 脚本 - 田中陽造
- 撮影 - 川上皓市
- 美術 - 綾部郁郎
- 編集 - 市原啓子
- 音楽 - 田中未知
- 助監督 - 栗原剛志

## キャスト
- 加納有子 - 関根恵子
- タヨ - 加賀まりこ
- 村井 - 仲谷昇
- 産婦人科医 - 三谷昇
- 松原 - 西田健
- 市川 - 中村龍史
- 酒巻 - 北見敏之
- オリエ - 宇田川智子
- ヨイコ - 遠藤薫
- アノコ - 伊藤利恵
- 石井 - 小川隆一
- 木村 - 平光琢也
- 小田都志春 - 中村嘉葎雄

## エピソード
- 当時青山学院大学文学部4年に在学中だった川島なお美は関根恵子のファン[1]。報知新聞のインタビューで「すごく周りをビックリさせるでしょ。突拍子もないことをなさるから魅力的ですね。女優さんとか芸能界の人は話題に事欠かない人の方が面白味があるし、スキャンダルのないような人じゃダメよね」などと話し[1]、「関根さんが出てるから、初めてポルノ映画『ラブレター』を友だちと観ました。すごく演技が自然だった。でも畑中葉子さんの併映は途中で出ました」などと話した[1]。